# ماي سيستر كيبر
ماي سيستر كيبر هو فيلم دراما تم إنتاجه في الولايات المتحدة وصدر في سنة 2009. الفيلم من إخراج نيك كاسافيتس من بطولة كاميرون دياز وأبيجيل برسلين وأليك بالدوين وإيميلي ديشانيل وصوفيا فاسيلييفا

## القصة
(سارة) و(براين) زوجان شابان، يعيشان حياة سعيدة مع طفليهما (جيسي)، و(كيت)؛ الطفلة ذات الأعوام الثلاثة والتي تصاب بسرطان دم شرس، فيقترح أحد الأطباء أن ينجب الأبوان طفلاً آخر عن طريق التلقيح الاصطناعي؛ بحيث تتطابق مع أختها وتساعدها، وتكون هذه الطفلة (آن)؛ التي تساعد أختها (كيت بكل تفانٍ)، وعندما تبلغ الخامسة عشر من عمرها يطلب منها أبواها أن تتبرع بكليتها لـ (كيت) إنقاذاً لحياتها، لكن (كيت) ترفض هذا التبرع وتقوم برفع قضيه لتحصل على حرية التصرف الكامل بجسدها وعدم التبرع مرغمه، وبعد منقاشات عديده ومحاولات من الام تبوء بالفشل، وفي اخر جالسه عندما سال القاضى (أن) لماذا ترفضى مساعدة اخت ساكتت الاخير وكان الرد من عند اخ (أن) بأن اختها المريضه هي من طلبت ذلك، وبعد زيارا عائليه وبعض الاصدقاء للاخت المريضه انصرف الجميع ماعدا الام التي احتضنت طفلتها وذهبت في النوم فتموت كيت بالنهاية.

## الميزانية والإيرادات
بلغت تكلفة إنتاج الفيلم حوالي 30 مليون دولار بينما حقق إيرادات تقدر بـ 95714875 دولار.

## وصلات خارجية
- ماي سيستر كيبر على موقع IMDb (الإنجليزية)
- ماي سيستر كيبر على موقع ميتاكريتيك (الإنجليزية)
- ماي سيستر كيبر على موقع روتن توميتوز (الإنجليزية)
- ماي سيستر كيبر على موقع نتفليكس (الإنجليزية)
- ماي سيستر كيبر على موقع قاعدة بيانات الأفلام العربية
- ماي سيستر كيبر على موقع ألو سيني (الفرنسية)
- ماي سيستر كيبر على موقع Turner Classic Movies (الإنجليزية)
- ماي سيستر كيبر على موقع أول موفي (الإنجليزية)
- ماي سيستر كيبر على موقع بوكس أوفيس موجو (الإنجليزية)
- ماي سيستر كيبر على موقع فيلمافينيتي (الإسبانية)